# Tetramorium caldarium
Tetramorium caldarium är en myrart som först beskrevs av Julius Roger 1857.  Tetramorium caldarium ingår i släktet Tetramorium och familjen myror. Inga underarter finns listade i Catalogue of Life.

## Bildgalleri

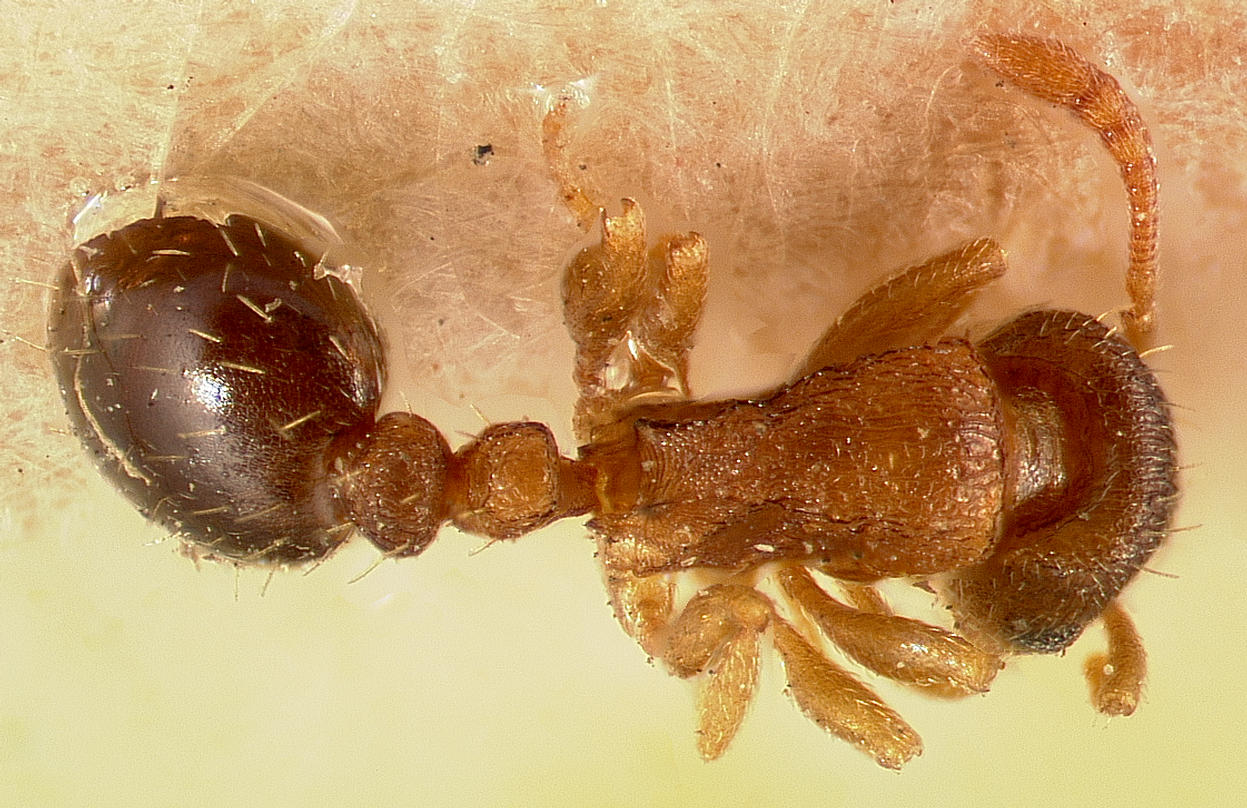
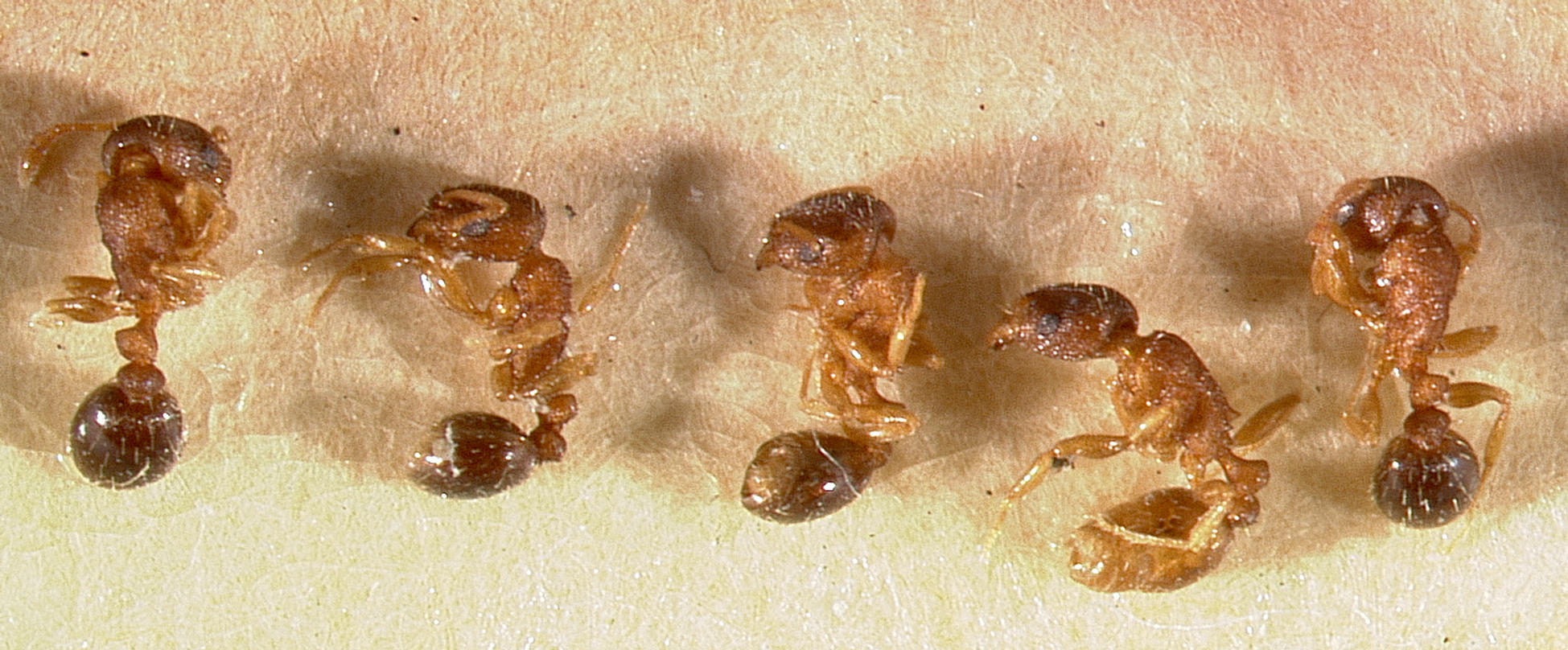
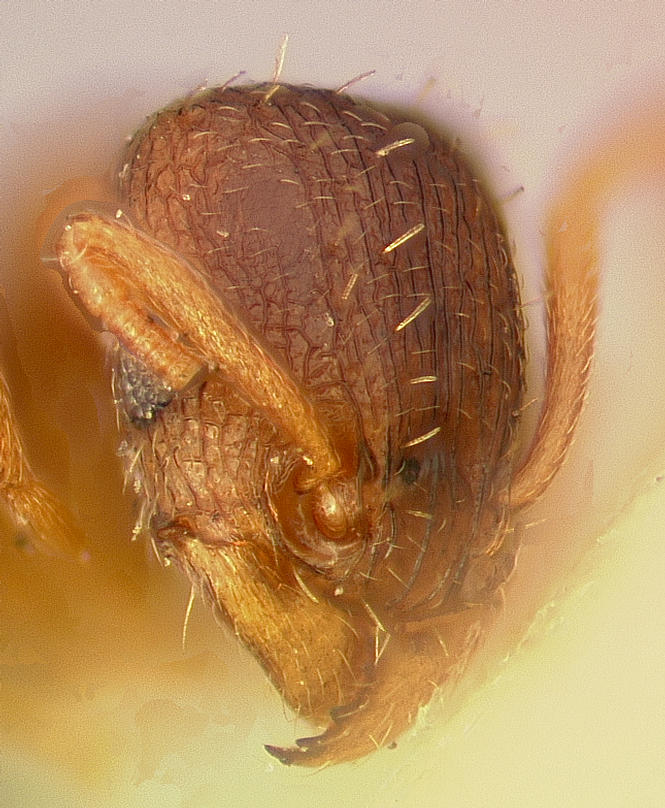
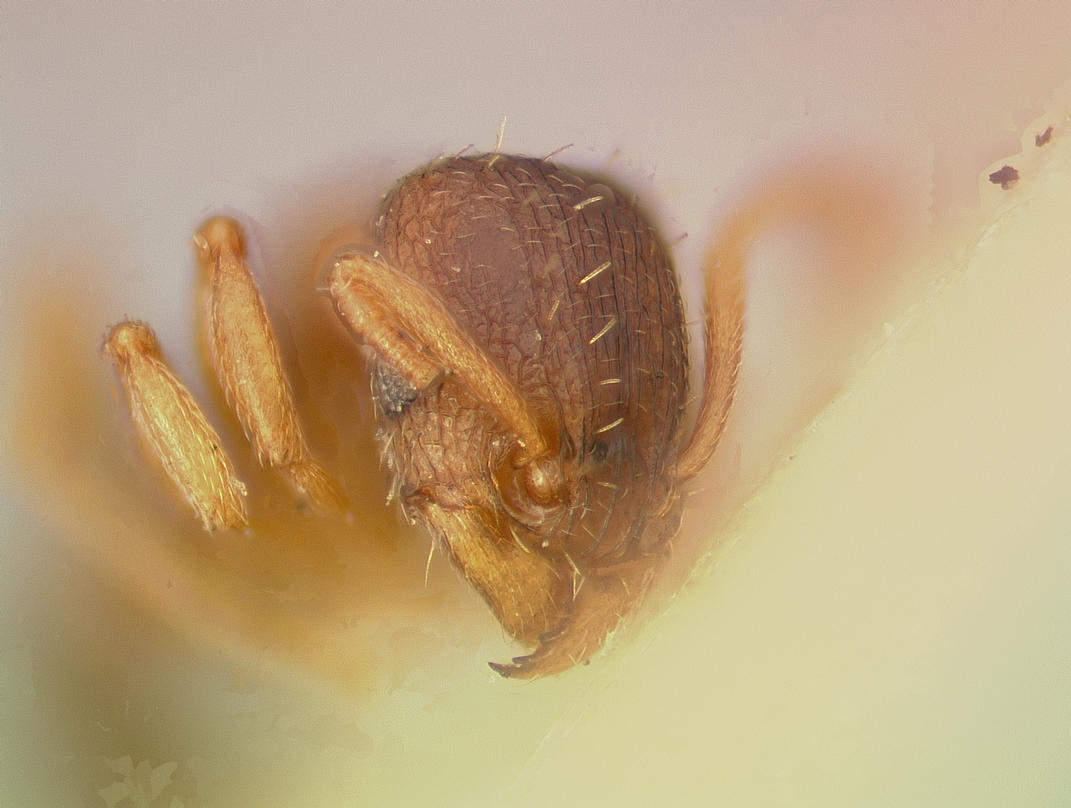
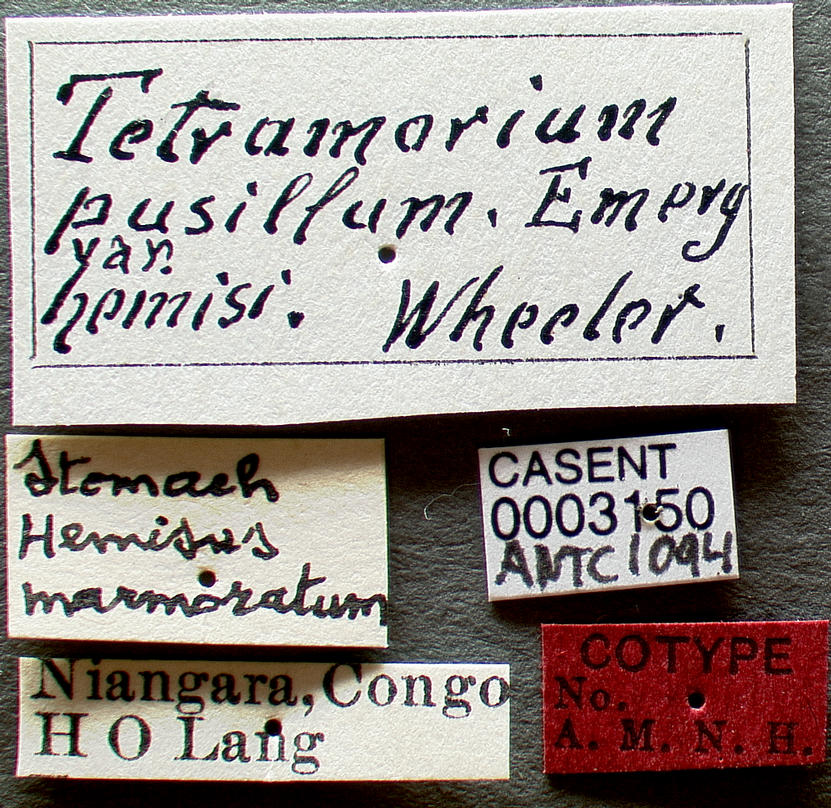
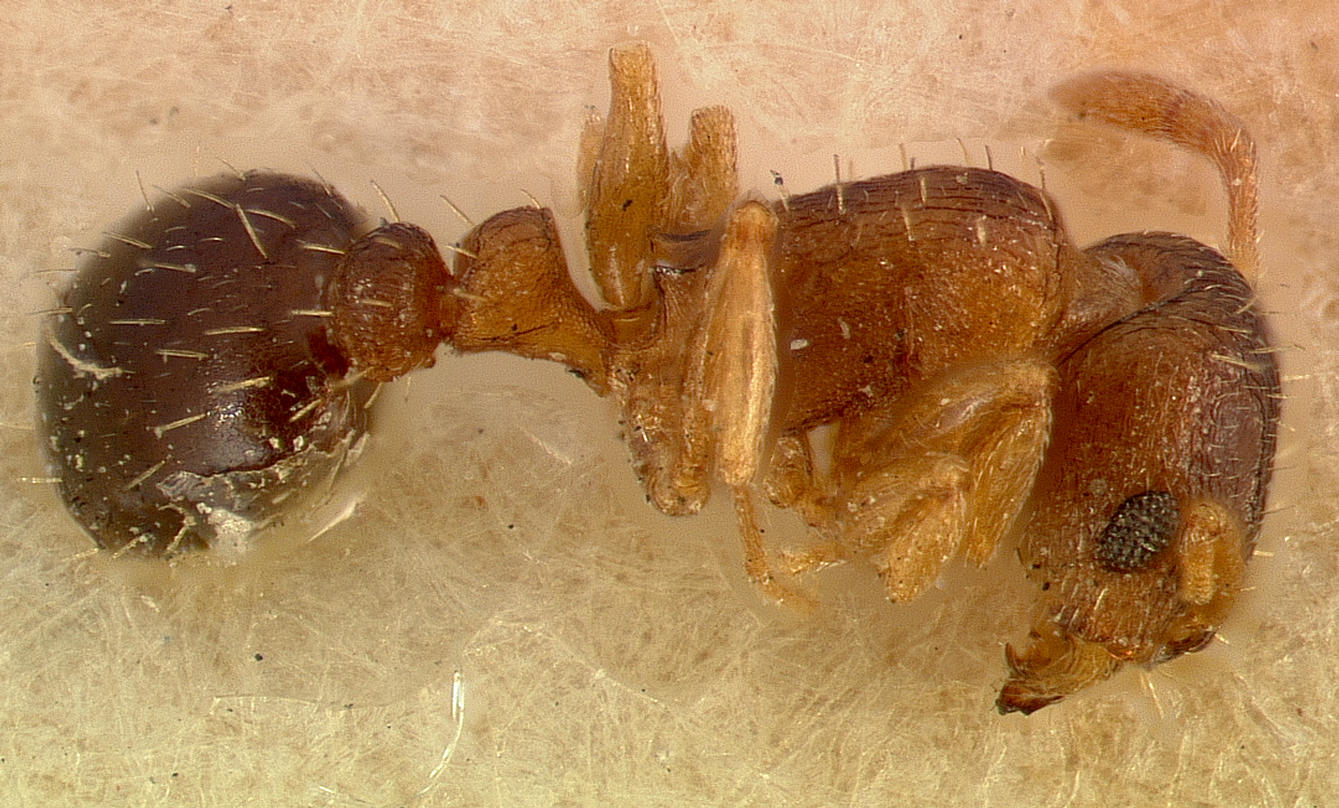